# Parafia św. Jakuba Apostoła w Ostrowitem koło Chojnic
Parafia Świętego Jakuba Apostoła w Ostrowitem koło Chojnic – parafia rzymskokatolicka, znajdująca się w diecezji pelplińskiej, w dekanacie Rytel.